# Bernwig
Bernwig war von 837 bis 840/841 Abt der Benediktinerabtei St. Gallen. Am 25. Mai 837 wurde er das erste Mal urkundlich als Abt des Klosters St. Gallen erwähnt. Sein Geburtsdatum ist nicht bekannt; gestorben ist er an einem 8. Dezember eines unbekannten Jahres.

## Leben
Bernwig taucht zwischen 809 und 826 häufig als Urkundenschreiber auf. Davor ist er als Zeuge vermerkt. Danach (zwischen 827 und 831) wird er als Dekan genannt. Im Reichenauer Verbrüderungsbuch gibt es einen gleichnamigen Eintrag sowie auch im Professbuch von St. Gallen. Als Abt gewählt wurde Bernwig mit der Erlaubnis Kaiser Ludwigs des Frommen und auf Wunsch seines Vorgängers Gozbert; so erzählt Ratpert. Weiter sagt er, dass Bernwig sich auf die Seite Lothars stellte, als die Söhne Kaiser Ludwigs sich in einem Erbfolgestreit befanden. Diese Stellungnahme zu Lothar habe ihn das Amt als Abt gekostet. Es ist davon auszugehen, dass die Absetzung Bernwigs zwischen August 840 und April 841 erfolgte, als Ludwig der Deutsche nach seinem Sieg über Lothar Herr über Alemannien wurde.